# Franciszek Chmura (oficer)
Franciszek Chmura (ur. 19 kwietnia 1898 w Morawskiej Ostrawie) – major łączności Wojska Polskiego, kawaler Orderu Virtuti Militari.

## Życiorys
Urodził się 19 kwietnia 1898 w Morawskiej Ostrawie, w rodzinie Józefa. Uczył się w Szkole Kadetów Piechoty w Łobzowie .
14 marca 1919 został przyjęty do Wojska Polskiego jako chorąży byłej armii austro-węgierskiej, mianowany podporucznikiem, zaliczony do I Rezerwy armii z powołaniem do służby czynnej na czas wojny oraz przydzielony do 10 pułku piechoty. 1 czerwca 1921, w stopniu porucznika, pełnił służbę w Oddziale V Sztabu Ministerstwa Spraw Wojskowych w Warszawie, a jego oddziałem macierzystym był 10 pułk piechoty w Łowiczu. 3 maja 1922 został zweryfikowany w stopniu porucznika ze starszeństwem od 1 czerwca 1919 i 1698. lokatą w korpusie oficerów piechoty. W tym samym roku ukończył dziewięciomiesięczny kurs łączności . Później został przeniesiony do korpusu oficerów łączności z jednoczesnym przeniesieniem do 2 pułku łączności w Jarosławiu. 19 marca 1928 prezydent RP nadał mu stopień kapitana z dniem 1 stycznia 1928 i 6. lokatą w korpusie oficerów łączności. W marcu 1929 został przeniesiony do 2 Dywizji Piechoty Legionów w Kielcach na stanowisko szefa łączności. Wiosną 1932 został przeniesiony do nowo sformowanej kompanii telegraficznej 2 Dywizji Piechoty Legionów w Kielcach na stanowisko dowódcy. W kwietniu 1933 został przeniesiony do Korpusu Ochrony Pogranicza. Na stopień majora został awansowany ze starszeństwem z 1 stycznia 1936 i 9. lokatą w korpusie oficerów łączności. W marcu 1939 pełnił służbę na stanowisku szefa łączności pułku KOP „Zdołbunów”. 22 marca 1939 został przydzielony do składu osobowego generała do prac przy Generalnym Inspektorze Sił Zbrojnych, gen. bryg. Antoniego Szyllinga w Krakowie na stanowisko oficera łączności.
W czasie kampanii wrześniowej 1939 walczył na stanowisku zastępcy dowódcy łączności Armii „Kraków”. Dostał się do niemieckiej niewoli. Przebywał w Oflagu VII A Murnau . Po uwolnieniu z niewoli został przyjęty do Polskich Sił Zbrojnych na Zachodzie. Służył w 5 batalionie łączności na stanowisku zastępcy dowódcy batalionu. Po 8 czerwca 1946 wrócił do kraju i został zarejestrowany w jednej z rejonowych komend uzupełnień.
Niewykluczone, że zmarł 19 lipca 1950 i został pochowany na Cmentarzu Powązkowskim w Warszawie (kwatera 132, rząd 4, miejsce 14). W tym samym grobie pochowane zostały: Irena z Zawadzkich Chmurowa (zm. 9 lipca 1974) i Wanda Chmurówna (1926–2001).

## Ordery i odznaczenia
- Krzyż Srebrny Orderu Wojskowego Virtuti Militari nr 12504[8]
- Krzyż Walecznych trzykrotnie[32][6]
- Złoty Krzyż Zasługi[6]

7 lutego 1933 Komitet Krzyża i Medalu Niepodległości odrzucił wniosek o nadanie mu tego odznaczenia.